# 婦負郡
婦負郡為過去位於日本富山縣中部的郡，已於2005年因無所屬町村而被消失。
在1879年實施郡區町村編制法時的轄區包括現在的富山市西半部地區及射水市東部的小部分地區。

## 歷史
婦負過去最初是被記載為，現在的神通川過去也曾被稱為「賣比川」，在收錄四世紀至八世紀期間詩歌的《萬葉集》中就有多個描述賣比川景色的部分，後來漢字才逐漸改使用現在的。
14世紀畠山氏成為越中守護後，婦負郡由神保氏擔任守護代，在15世紀畠山氏的勢力衰退後，神保氏與領有東側新川郡的椎名氏開始在此相互爭戰，並間接成為週邊的上杉謙信和武田信玄對抗的戰場，最終在1580年織田信長派遣佐佐成政介入後越中國的紛爭後，此地為佐佐成政所領有。
1585年豐臣秀吉發動越中征伐擊敗佐佐成政後，此地改成為前田利長的領地，進入江戶時代後也隨之屬於前田氏加賀藩。1639年加賀藩以富山城為中心建立支藩富山藩，並將婦負郡全郡區域劃入富山藩，此後直到19世紀江戶時代結束時，此區域都是屬於富山藩。
19世紀末明治維新實施廢藩置縣後，原屬富山藩的區域改隸屬富山縣，在1871年的第一次府縣整併後被劃入新設立的新川縣；不過在1876年的第二次府縣整併中，隨著新川縣被併入由原金澤縣更名而成的石川縣。
1878年石川縣實施郡區町村編製法時，正式設置近代的行政區劃「婦負郡」，並在富山設置「上新川婦負郡役所」負責管理上新川郡與婦負郡。
1883年婦負郡與過去原屬越中國的各郡再次自石川縣中分出，隸屬新設立的富山縣。

### 沿革

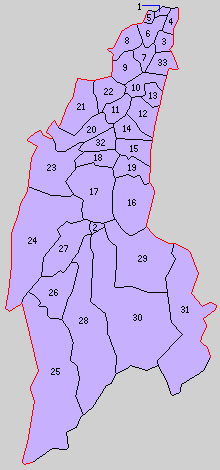
1889年婦負郡轄下的行政區劃：1.四方町、2.八尾町、3.百塚村、4.草島村、5.倉垣村、6.八幡村、7.長岡村、8.寒江村、9.西吳羽村、10.東吳羽村、11.朝日村、12.鵜坂村、13.神明村 、4.速星村、15.熊野村、16.杉原村、17.保內村、18.千里村、19.富川村、20.古里村、21.池多村、22.古澤村、23.音川村、24.山田村、25.大長谷村、26.仁步村、27.室牧村、28.野積村、29.黑瀨谷村、30.卯花村、31.細入村、32.宮川村、33.櫻谷村
（紫色：現屬富山市）

- 1889年4月1日：實施町村制，婦負郡內位於富山城周邊的區域被劃入新設立的富山市，此時婦負郡下設：四方町（日语：四方町）、八尾町、百塚村（日语：百塚村）、草島村（日语：草島村）、倉垣村（日语：倉垣村）、八幡村（日语：八幡村 (富山県婦負郡1941年)）、長岡村（日语：長岡村 (富山県)）、寒江村（日语：寒江村）、西吳羽村（日语：西呉羽村）、東吳羽村（日语：東呉羽村）、朝日村（日语：朝日村 (富山県)）、鵜坂村（日语：鵜坂村）、神明村（日语：神明村 (富山県)）、速星村（日语：速星村）、熊野村（日语：熊野村 (富山県婦負郡)）、杉原村（日语：杉原村）、保內村（日语：保内村 (富山県)）、千里村（日语：千里村 (富山県)）、富川村（日语：富川村）、古里村（日语：古里村 (富山県)）、池多村（日语：池多村）、古澤村（日语：古沢村 (富山県)）、音川村（日语：音川村）、山田村（日语：山田村 (富山県婦負郡)）、大長谷村（日语：大長谷村）、仁步村（日语：仁歩村）、室牧村（日语：室牧村）、野積村（日语：野積村 (富山県)）、黑瀨谷村（日语：黒瀬谷村）、卯花村（日语：卯花村）、細入村（日语：細入村）、宮川村（日语：宮川村 (富山県婦負郡)）、櫻谷村（日语：桜谷村 (富山県)）。（2町31村）
- 1896年4月1日：實施郡制（日语：郡制）。
- 1920年4月1日：櫻谷村被併入富山市。（2町30村）
- 1923年4月1日：廢除郡會和郡參事會。
- 1926年7月1日：
  - 廢除郡役所，此後郡不再作為行政區劃，只作為地名的表示。
  - 東吳羽村被併入富山市。（2町29村）
- 1940年5月1日：西吳羽村和古澤村合併為吳羽村（日语：呉羽村）。（2町28村）
- 1940年9月1日：神明村被併入富山市。（2町27村）
- 1941年2月11日：八幡村、草島村、百塚村合併為新設立的八幡村（日语：八幡村 (富山県婦負郡1954年)）。（2町25村）
- 1942年6月1日：速星村和鵜坂村合併為婦中町（日语：婦中町）。（3町23村）
- 1942年6月20日：千里村和富川村合併為神保村（日语：神保村）。（3町22村）
- 1953年12月1日：（3町17村）
  - 八尾町、保內村、杉原村、卯花村、室牧村和黑瀨谷村的部分區域合併為新設立的八尾町。
  - 黑瀨谷村的其餘地區被併入上新川郡大澤野町（日语：大沢野町）。
- 1954年3月1日：長岡村、寒江村、吳羽村和射水郡老田村（日语：老田村）合併為吳羽町（日语：呉羽町）。（4町14村）
- 1954年3月30日：四方町、八幡村、倉垣村合併為和合町（日语：和合町）。（4町12村）
- 1955年1月1日：婦中町、宮川村、熊野村、朝日村合併為新設立的婦中町（日语：婦中町）。（4町9村）
- 1957年11月1日：八尾町、野積村、仁步村、大長谷村合併為新設立的八尾町。（4町6村）
- 1959年1月1日：古里村、音川村、神保村被併入婦中町。（4町3村）
- 1959年4月1日：池多村被廢除，轄區分別被併入吳羽町和射水郡小杉町。（4町2村）
- 1960年10月1日：和合町被併入富山市。（3町2村）
- 1965年4月1日：吳羽町被併入富山市。（2町2村）
- 2005年4月1日：八尾町、婦中町、山田村、細入村與富山市、上新川郡大澤野町、大山町（日语：大山町 (富山県)）合併為新設立的富山市[4]；同時婦負郡因無所屬町村而消失。

### 變遷表
| 1889年4月1日     | 1889年 - 1912年  | 1912年 - 1944年                     | 1945年 - 1954年                     | 1955年 - 1989年               | 1955年 - 1989年               | 1989年 - 現在              | 現在                       |
| ---------------- | ---------------- | ----------------------------------- | ----------------------------------- | ----------------------------- | ----------------------------- | -------------------------- | -------------------------- |
| 上新川郡大澤野村 | 上新川郡大澤野村 | 1939年4月1日 改制為上新川郡大澤野町 | 1939年4月1日 改制為上新川郡大澤野町 | 上新川郡大澤野町              | 上新川郡大澤野町              | 2005年4月1日 合併為富山市  | 2005年4月1日 合併為富山市  |
| 黑瀨谷村         | 黑瀨谷村         | 黑瀨谷村                            | 1953年12月1日 併入上新川郡大澤野町  | 上新川郡大澤野町              | 上新川郡大澤野町              | 2005年4月1日 合併為富山市  | 2005年4月1日 合併為富山市  |
| 黑瀨谷村         | 黑瀨谷村         | 黑瀨谷村                            | 1957年11月1日 合併為八尾町          |                               |                               | 2005年4月1日 合併為富山市  | 2005年4月1日 合併為富山市  |
| 八尾町           | 八尾町           | 八尾町                              | 1953年12月1日 合併為八尾町          |                               |                               | 2005年4月1日 合併為富山市  | 2005年4月1日 合併為富山市  |
| 杉原村           |                  |                                     | 1953年12月1日 合併為八尾町          |                               |                               | 2005年4月1日 合併為富山市  | 2005年4月1日 合併為富山市  |
| 保內村           |                  |                                     | 1953年12月1日 合併為八尾町          |                               |                               | 2005年4月1日 合併為富山市  | 2005年4月1日 合併為富山市  |
| 室牧村           |                  |                                     | 1953年12月1日 合併為八尾町          |                               |                               | 2005年4月1日 合併為富山市  | 2005年4月1日 合併為富山市  |
| 卯花村           |                  |                                     | 1953年12月1日 合併為八尾町          |                               |                               | 2005年4月1日 合併為富山市  | 2005年4月1日 合併為富山市  |
| 大長谷村         |                  |                                     |                                     |                               |                               | 2005年4月1日 合併為富山市  | 2005年4月1日 合併為富山市  |
| 仁步村           |                  |                                     |                                     |                               |                               | 2005年4月1日 合併為富山市  | 2005年4月1日 合併為富山市  |
| 野積村           |                  |                                     |                                     |                               |                               | 2005年4月1日 合併為富山市  | 2005年4月1日 合併為富山市  |
| 朝日村           | 朝日村           | 朝日村                              | 朝日村                              | 1955年1月1日 合併為婦中町     | 婦中町                        | 2005年4月1日 合併為富山市  | 2005年4月1日 合併為富山市  |
| 鵜坂村           | 鵜坂村           | 1942年6月1日 合併為婦中町           | 1942年6月1日 合併為婦中町           | 1955年1月1日 合併為婦中町     | 婦中町                        | 2005年4月1日 合併為富山市  | 2005年4月1日 合併為富山市  |
| 速星村           |                  | 1942年6月1日 合併為婦中町           | 1942年6月1日 合併為婦中町           | 1955年1月1日 合併為婦中町     | 婦中町                        | 2005年4月1日 合併為富山市  | 2005年4月1日 合併為富山市  |
| 熊野村           |                  |                                     |                                     | 1955年1月1日 合併為婦中町     | 婦中町                        | 2005年4月1日 合併為富山市  | 2005年4月1日 合併為富山市  |
| 宮川村           |                  |                                     |                                     | 1955年1月1日 合併為婦中町     | 婦中町                        | 2005年4月1日 合併為富山市  | 2005年4月1日 合併為富山市  |
| 千里村           | 千里村           | 1942年6月20日 合併為神保村          | 1942年6月20日 合併為神保村          | 1959年1月1日 併入婦中町       | 婦中町                        | 2005年4月1日 合併為富山市  | 2005年4月1日 合併為富山市  |
| 富川村           |                  | 1942年6月20日 合併為神保村          | 1942年6月20日 合併為神保村          | 1959年1月1日 併入婦中町       | 婦中町                        | 2005年4月1日 合併為富山市  | 2005年4月1日 合併為富山市  |
| 古里村           |                  |                                     |                                     | 1959年1月1日 併入婦中町       | 婦中町                        | 2005年4月1日 合併為富山市  | 2005年4月1日 合併為富山市  |
| 音川村           |                  |                                     |                                     | 1959年1月1日 併入婦中町       | 婦中町                        | 2005年4月1日 合併為富山市  | 2005年4月1日 合併為富山市  |
| 山田村           |                  |                                     |                                     |                               |                               | 2005年4月1日 合併為富山市  | 2005年4月1日 合併為富山市  |
| 細入村           |                  |                                     |                                     |                               |                               | 2005年4月1日 合併為富山市  | 2005年4月1日 合併為富山市  |
| 富山市           | 富山市           | 富山市                              | 富山市                              | 富山市                        | 富山市                        | 2005年4月1日 合併為富山市  | 2005年4月1日 合併為富山市  |
| 櫻谷村           | 櫻谷村           | 1920年4月1日 併入富山市             | 富山市                              | 富山市                        | 富山市                        | 2005年4月1日 合併為富山市  | 2005年4月1日 合併為富山市  |
| 東吳羽村         | 東吳羽村         | 1926年7月1日 併入富山市             | 富山市                              | 富山市                        | 富山市                        | 2005年4月1日 合併為富山市  | 2005年4月1日 合併為富山市  |
| 神明村           | 神明村           | 1940年9月1日 併入富山市             | 富山市                              | 富山市                        | 富山市                        | 2005年4月1日 合併為富山市  | 2005年4月1日 合併為富山市  |
| 四方町           | 四方町           | 四方町                              | 1954年3月30日 合併為和合町          | 1954年3月30日 合併為和合町    | 1960年10月1日 併入富山市      | 2005年4月1日 合併為富山市  | 2005年4月1日 合併為富山市  |
| 百塚村           | 百塚村           | 1941年2月11日 合併為八幡村          | 1954年3月30日 合併為和合町          | 1954年3月30日 合併為和合町    | 1960年10月1日 併入富山市      | 2005年4月1日 合併為富山市  | 2005年4月1日 合併為富山市  |
| 草島村           |                  | 1941年2月11日 合併為八幡村          | 1954年3月30日 合併為和合町          | 1954年3月30日 合併為和合町    | 1960年10月1日 併入富山市      | 2005年4月1日 合併為富山市  | 2005年4月1日 合併為富山市  |
| 八幡村           |                  | 1941年2月11日 合併為八幡村          | 1954年3月30日 合併為和合町          | 1954年3月30日 合併為和合町    | 1960年10月1日 併入富山市      | 2005年4月1日 合併為富山市  | 2005年4月1日 合併為富山市  |
| 倉垣村           |                  |                                     | 1954年3月30日 合併為和合町          | 1954年3月30日 合併為和合町    | 1960年10月1日 併入富山市      | 2005年4月1日 合併為富山市  | 2005年4月1日 合併為富山市  |
| 西吳羽村         | 西吳羽村         | 1940年5月1日 合併為吳羽村           | 1954年3月1日 合併為吳羽町           | 1954年3月1日 合併為吳羽町     | 1965年4月1日 併入富山市       | 2005年4月1日 合併為富山市  | 2005年4月1日 合併為富山市  |
| 古澤村           |                  | 1940年5月1日 合併為吳羽村           | 1954年3月1日 合併為吳羽町           | 1954年3月1日 合併為吳羽町     | 1965年4月1日 併入富山市       | 2005年4月1日 合併為富山市  | 2005年4月1日 合併為富山市  |
| 長岡村           |                  |                                     | 1954年3月1日 合併為吳羽町           | 1954年3月1日 合併為吳羽町     | 1965年4月1日 併入富山市       | 2005年4月1日 合併為富山市  | 2005年4月1日 合併為富山市  |
| 寒江村           |                  |                                     | 1954年3月1日 合併為吳羽町           | 1954年3月1日 合併為吳羽町     | 1965年4月1日 併入富山市       | 2005年4月1日 合併為富山市  | 2005年4月1日 合併為富山市  |
| 射水郡老田村     |                  |                                     | 1954年3月1日 合併為吳羽町           | 1954年3月1日 合併為吳羽町     | 1965年4月1日 併入富山市       | 2005年4月1日 合併為富山市  | 2005年4月1日 合併為富山市  |
| 池多村           | 池多村           | 池多村                              | 池多村                              | 1959年4月1日 併入吳羽町       | 1965年4月1日 併入富山市       | 2005年4月1日 合併為富山市  | 2005年4月1日 合併為富山市  |
| 池多村           | 池多村           | 池多村                              | 池多村                              | 1959年4月1日 併入射水郡小杉町 | 1959年4月1日 併入射水郡小杉町 | 2005年11月1日 合併為射水市 | 2005年11月1日 合併為射水市 |

## 備註
1. ↑  於1871年由原富山藩改設而成的富山縣，與現在於1883年成立至今的富山縣沒有直接關係。